# Petco Park

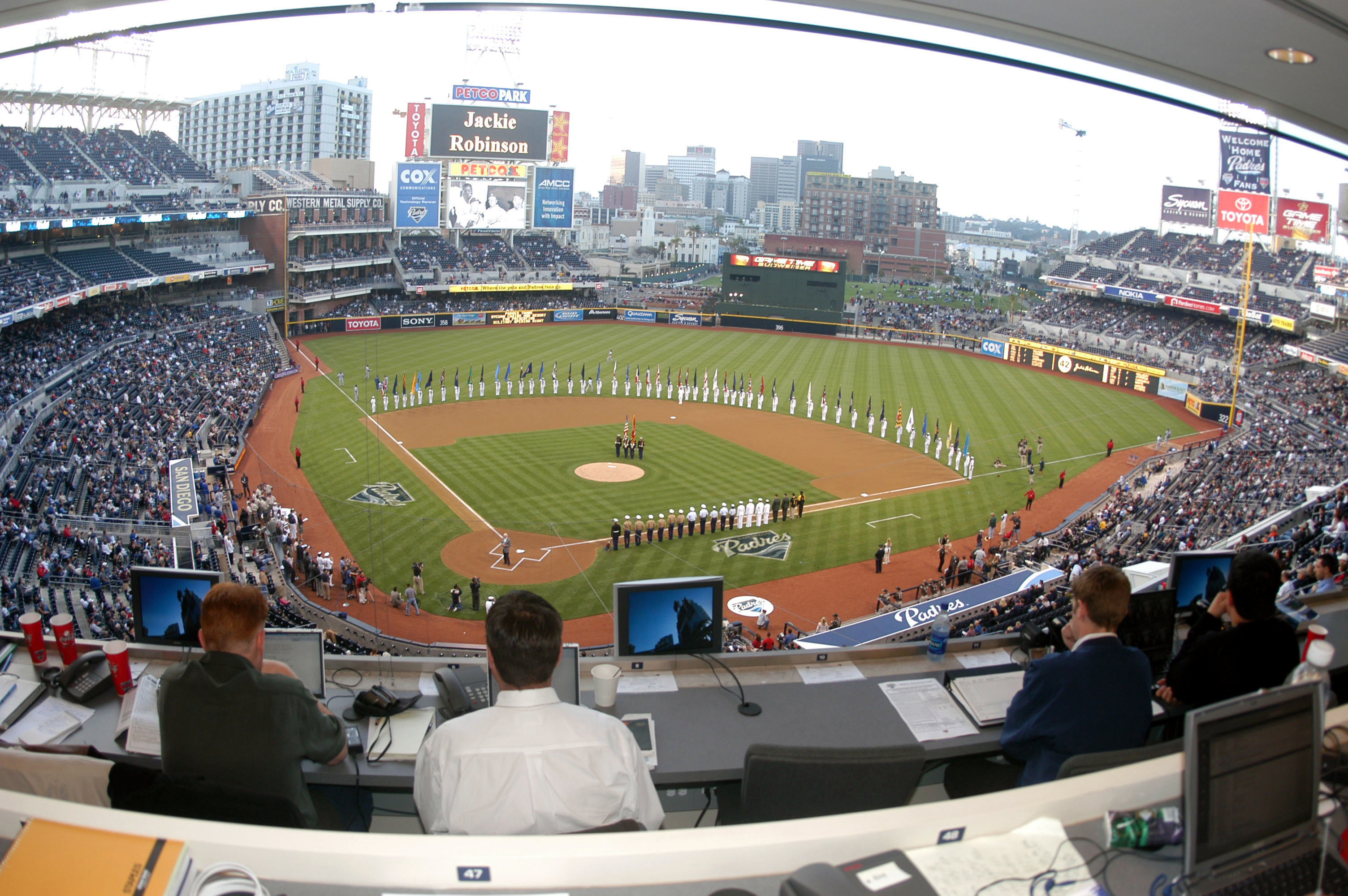
Petco Park

Petco Park is het honkbalstadion van de San Diego Padres in de Amerikaanse stad San Diego (Californië).
Petco Park opende op 8 april 2004. Het stadion is genoemd naar een sponsor: Petco Animal Supplies Inc., een nationale winkelketen voor benodigdheden voor huisdieren.
De capaciteit van Petco Park is 42.445 toeschouwers.

## Feiten
- Geopend: 8 april 2004
- Ondergrond: gras
- Constructiekosten: 450 miljoen US$
- Architect: HOK Sport
- Capaciteit: 40.209 (2017)